# Llista de monuments de Montcada i Reixac
Llista de monuments de Montcada i Reixac inclosos en l'Inventari del Patrimoni Arquitectònic Català per al municipi de Montcada i Reixac (Vallès Occidental). Inclou els inscrits en el Registre de Béns Culturals d'Interès Nacional (BCIN) amb la classificació de monuments històrics i els Béns Culturals d'Interès Local (BCIL) de caràcter arquitectònic.
| Monument                                             | Protecció    | Estil/època                          | Localització                                                                  | Coordenades                                          | Codi?         | Imatge |
| ---------------------------------------------------- | ------------ | ------------------------------------ | ----------------------------------------------------------------------------- | ---------------------------------------------------- | ------------- | --- |
| Antic Castell de Montcada                            | BCIN 1077-MH | Romànic XI                           | Montcada i Reixac Enderrocat el 1917                                          | 41° 28′ 38″ N, 2° 10′ 36″ E / 41.477226°N,2.176612°E | RI-51-0005547 | Castell de Montcada (Montcada i Reixac) · Vegeu més fotos d'aquest monument · Carregueu una nova foto d'aquest monument                                  |
| Església parroquial de Santa Engràcia de Montcada    | BCIL 2019    | Darreres tendències XIV, XVI-XIX, XX | Montcada i Reixac Pl. Església                                                | 41° 29′ 13″ N, 2° 11′ 16″ E / 41.486858°N,2.187843°E | IPA-27457     | Església parroquial de Santa Engràcia de Montcada (Montcada i Reixac) · Vegeu més fotos d'aquest monument · Carregueu una nova foto d'aquest monument    |
| Ca l'Albinyana, Albinyana de la Costa                |              |                                      | Montcada i Reixac Pla de Reixac                                               | 41° 30′ 50″ N, 2° 11′ 01″ E / 41.513914°N,2.183719°E | IPA-27459     | Ca l'Albinyana (Montcada i Reixac) · Vegeu més fotos d'aquest monument · Carregueu una nova foto d'aquest monument                                       |
| Can Pomada                                           |              | Obra popular                         | Montcada i Reixac Pla de Reixac                                               | 41° 30′ 06″ N, 2° 10′ 27″ E / 41.501738°N,2.174173°E | IPA-27462     | Can Pomada (Montcada i Reixac) · Vegeu més fotos d'aquest monument · Carregueu una nova foto d'aquest monument                                           |
| Dipòsit d'Aigües del Besòs                           |              | Arquitectura del ferro               | Montcada i Reixac Pla de Reixac                                               |                                                      | IPA-27463     | Carregueu una nova foto d'aquest monument |
| Torre de na Joana, família Regordosa                 |              | Obra popular XIX Final               | Montcada i Reixac Avinguda de la Ferreria, 1                                  | 41° 29′ 15″ N, 2° 09′ 50″ E / 41.487362°N,2.163815°E | IPA-27464     | Torre na Joana (Montcada i Reixac) · Vegeu més fotos d'aquest monument · Carregueu una nova foto d'aquest monument                                       |
| Can Rufí                                             |              | Modernisme XIX Final                 | Montcada i Reixac Carrer Domènec Fins, 48                                     | 41° 29′ 07″ N, 2° 11′ 14″ E / 41.485363°N,2.187113°E | IPA-27466     | Can Rufí (Montcada i Reixac) · Vegeu més fotos d'aquest monument · Carregueu una nova foto d'aquest monument                                             |
| Ca l'Ubach                                           |              | Modernisme XIX Final                 | Montcada i Reixac C. Barceloneta, 9                                           | 41° 29′ 14″ N, 2° 11′ 17″ E / 41.487312°N,2.188143°E | IPA-27467     | Ca l'Ubach (Montcada i Reixac) · Vegeu més fotos d'aquest monument · Carregueu una nova foto d'aquest monument                                           |
| Església de Sant Pere de Reixac                      | BCIL 2019    | Romànic XI-XII                       | Montcada i Reixac Reixac                                                      | 41° 29′ 45″ N, 2° 12′ 23″ E / 41.495878°N,2.206386°E | IPA-27468     | Església de Sant Pere de Reixac (Montcada i Reixac) · Vegeu més fotos d'aquest monument · Carregueu una nova foto d'aquest monument                      |
| Can Tort                                             |              | Obra popular                         | Montcada i Reixac La Vallensana                                               | 41° 29′ 02″ N, 2° 12′ 00″ E / 41.483752°N,2.200093°E | IPA-27471     | Can Tort (Montcada i Reixac) · Vegeu més fotos d'aquest monument · Carregueu una nova foto d'aquest monument                                             |
| Can Panxa                                            |              | Obra popular                         | Montcada i Reixac La Vallensana                                               | 41° 29′ 03″ N, 2° 12′ 16″ E / 41.484266°N,2.204380°E | IPA-27472     | Can Panxa (Montcada i Reixac) · Vegeu més fotos d'aquest monument · Carregueu una nova foto d'aquest monument                                            |
| Torre de Can Bonet i masoveria                       | BCIL 2019    | Modernisme XX Inici                  | Montcada i Reixac Ctra. de la Roca, km 8                                      | 41° 29′ 25″ N, 2° 11′ 43″ E / 41.490181°N,2.195403°E | IPA-27473     | Torre de Can Bonet (Montcada i Reixac) · Vegeu més fotos d'aquest monument · Carregueu una nova foto d'aquest monument                                   |
| Porta d'entrada del cementiri de Montcada            |              | Modernisme XIX Final                 | Montcada i Reixac Carrer de les Malves                                        | 41° 28′ 59″ N, 2° 11′ 00″ E / 41.483166°N,2.183365°E | IPA-27475     | Porta d'entrada del cementiri de Montcada (Montcada i Reixac) · Vegeu més fotos d'aquest monument · Carregueu una nova foto d'aquest monument            |
| Porta d'entrada del cementiri de Sant Pere de Reixac |              | Historicisme XIX Final               | Montcada i Reixac                                                             | 41° 29′ 45″ N, 2° 12′ 23″ E / 41.49579°N,2.206414°E  | IPA-27476     | Porta d'entrada del cementiri de Sant Pere de Reixac (Montcada i Reixac) · Vegeu més fotos d'aquest monument · Carregueu una nova foto d'aquest monument |
| Can Fontanet                                         |              | Obra popular                         | Montcada i Reixac Ctra. de St. Adrià a la Roca, km 9                          | 41° 29′ 46″ N, 2° 11′ 59″ E / 41.495979°N,2.199674°E | IPA-27477     | Can Fontanet (Montcada i Reixac) · Vegeu més fotos d'aquest monument · Carregueu una nova foto d'aquest monument                                         |
| Can Rocamora, antic Can Paiàs                        | BCIL 2019    | Obra popular                         | Montcada i Reixac Antic camí de Sant Cugat                                    | 41° 30′ 15″ N, 2° 10′ 46″ E / 41.504099°N,2.179317°E | IPA-27479     | Can Rocamora (Montcada i Reixac) · Vegeu més fotos d'aquest monument · Carregueu una nova foto d'aquest monument                                         |
| Torre Valentí, Can Valentí, antic Can Filaina        | BCIL 2019    | Modernisme                           | Montcada i Reixac Ctra. de Montcada i Reixac, km 8, la Vallensana             | 41° 28′ 38″ N, 2° 11′ 57″ E / 41.477345°N,2.199092°E | IPA-27484     | Torre Valentí (Montcada i Reixac) · Vegeu més fotos d'aquest monument · Carregueu una nova foto d'aquest monument                                        |
| Carrer Colon                                         |              | XIX Final, XX Inici                  | Montcada i Reixac C. Colon                                                    | 41° 29′ 00″ N, 2° 11′ 16″ E / 41.483459°N,2.187851°E | IPA-27486     | Carrer Colon (Montcada i Reixac) · Vegeu més fotos d'aquest monument · Carregueu una nova foto d'aquest monument                                         |
| Can Peces, Can Pesses                                |              | Obra popular                         | Montcada i Reixac Reixac                                                      | 41° 29′ 57″ N, 2° 12′ 16″ E / 41.499227°N,2.204317°E | IPA-27488     | Carregueu una nova foto d'aquest monument |
| Can Sans                                             |              | Obra popular                         | Montcada i Reixac C. de la Mina - C. del Canigó, Santa Maria de Montcada      | 41° 28′ 49″ N, 2° 09′ 54″ E / 41.480415°N,2.164916°E | IPA-27489     | Can Sans (Montcada i Reixac) · Vegeu més fotos d'aquest monument · Carregueu una nova foto d'aquest monument                                             |
| Torre dels Frares, Can Vestit                        | BCIL 2019    | Obra popular XVI-XVII                | Montcada i Reixac Ctra. BV-5001 a Sant Adrià, km 6,5. Santa Maria de Montcada | 41° 28′ 34″ N, 2° 11′ 41″ E / 41.476219°N,2.194765°E | IPA-27490     | Torre dels Frares (Montcada i Reixac) · Vegeu més fotos d'aquest monument · Carregueu una nova foto d'aquest monument                                    |
| Torre de Can Valentí                                 |              | Obra popular                         | Montcada i Reixac Ctra. de Montcada a Badalona, km 8, la Vallensana           | 41° 28′ 39″ N, 2° 11′ 55″ E / 41.477445°N,2.198619°E | IPA-27491     | Carregueu una nova foto d'aquest monument |
| Can Pla                                              |              | Obra popular XVI                     | Montcada i Reixac Ctra. de Montcada a Badalona, km 9                          | 41° 29′ 54″ N, 2° 12′ 07″ E / 41.498351°N,2.201838°E | IPA-27492     | Can Pla (Montcada i Reixac) · Vegeu més fotos d'aquest monument · Carregueu una nova foto d'aquest monument                                              |
| Les Indianes, Ca n'Alou (enderrocat)                 |              | Obra popular XVIII                   | Montcada i Reixac Al bell mig del pla de Matabous, prop del camí Ral          |                                                      | IPA-27493     | Carregueu una nova foto d'aquest monument |
| Casa Vilarrasa, Casa Massagué                        |              | XIX Final                            | Montcada i Reixac C. Major, 92                                                | 41° 29′ 03″ N, 2° 11′ 13″ E / 41.48414°N,2.18688°E   | IPA-27494     | Casa Vilarrasa (Montcada i Reixac) · Vegeu més fotos d'aquest monument · Carregueu una nova foto d'aquest monument                                       |
| Torre Vila                                           | BCIL 2019    | Modernisme XIX Final                 | Montcada i Reixac C. Major, 100                                               | 41° 29′ 02″ N, 2° 11′ 12″ E / 41.483954°N,2.186753°E | IPA-27495     | Torre Vila (Montcada i Reixac) · Vegeu més fotos d'aquest monument · Carregueu una nova foto d'aquest monument                                           |
| Casa Cuyàs                                           |              | XIX Final                            | Montcada i Reixac C. Major, 90                                                | 41° 29′ 03″ N, 2° 11′ 13″ E / 41.4842°N,2.186907°E   | IPA-27496     | Casa Cuyàs (Montcada i Reixac) · Vegeu més fotos d'aquest monument · Carregueu una nova foto d'aquest monument                                           |
| Can Moià, Torre Corbera                              | BCIL 2019    | Obra popular XIV-XV, XVIII-XIX, XX   | Montcada i Reixac Ctra. BV-5001. a la Roca, km 8,3                            | 41° 29′ 39″ N, 2° 11′ 55″ E / 41.494282°N,2.198505°E | IPA-27497     | Can Moià (Montcada i Reixac) · Vegeu més fotos d'aquest monument · Carregueu una nova foto d'aquest monument                                             |
| Ajuntament de Montcada i Reixac, Casa de lal Vila    |              | Historicisme XIX Mitjan              | Montcada i Reixac C. Major, 32                                                | 41° 29′ 08″ N, 2° 11′ 16″ E / 41.48555°N,2.187851°E  | IPA-27499     | Ajuntament de Montcada i Reixac · Vegeu més fotos d'aquest monument · Carregueu una nova foto d'aquest monument                                          |
| Can Riera                                            |              | Obra popular                         | Montcada i Reixac Ctra. de Montcada a Badalona, km 6-7                        | 41° 28′ 56″ N, 2° 12′ 34″ E / 41.482160°N,2.209521°E | IPA-27501     | Carregueu una nova foto d'aquest monument |
| La Beguda                                            |              | Obra popular XV, XIX                 | Montcada i Reixac Ctra. de Sabadell, km 3-3,5                                 | 41° 29′ 09″ N, 2° 09′ 27″ E / 41.485822°N,2.157388°E | IPA-27502     | La Beguda (Montcada i Reixac) · Vegeu més fotos d'aquest monument · Carregueu una nova foto d'aquest monument                                            |
| Ca l'Oriol                                           |              | Obra popular XIX                     | Montcada i Reixac Ctra. de la Roca, km 7-8                                    | 41° 29′ 06″ N, 2° 11′ 34″ E / 41.484989°N,2.192868°E | IPA-27504     | Ca l'Oriol (Montcada i Reixac) · Vegeu més fotos d'aquest monument · Carregueu una nova foto d'aquest monument                                           |
| Casa de les Aigües                                   | BCIL 2012    | XIX                                  | Montcada i Reixac Av. de la Ribera                                            | 41° 28′ 20″ N, 2° 11′ 13″ E / 41.472146°N,2.186821°E | IPA-41072     | Casa de les Aigües (Montcada i Reixac) · Vegeu més fotos d'aquest monument · Carregueu una nova foto d'aquest monument                                   |
| Conjunt Rec Comtal, Reixagó i Mina de Montcada       | BCIL 2013    | XVIII, XX                            | Montcada i Reixac Sota el pont de la Mina, parc de les Aigües                 | 41° 28′ 27″ N, 2° 11′ 10″ E / 41.474272°N,2.186201°E | IPA-42183     | Conjunt Rec Comtal, Reixagó i Mina de Montcada (Montcada i Reixac) · Vegeu més fotos d'aquest monument · Carregueu una nova foto d'aquest monument       |
| Xemeneia Can Cuiàs                                   |              | Obra popular                         | Montcada i Reixac Pista al paratge de Can Cuiàs                               | 41° 28′ 18″ N, 2° 09′ 58″ E / 41.471701°N,2.166166°E | IPA-46121     | Vegeu més fotos d'aquest monument · Carregueu una nova foto d'aquest monument                                                                            |
| Aqüeducte de Tapioles, Aqüeducte del Cargol          |              | Obra popular XIX                     | Montcada i Reixac Torrent del Cargol                                          | 41° 28′ 06″ N, 2° 09′ 31″ E / 41.46828°N,2.15863°E   | IPA-46419     | Aqüeducte de Tapioles (Montcada i Reixac) · Modifica el valor a Wikidata · Carregueu una nova foto d'aquest monument                                     |
| Can Casamada                                         | BCIL 2019    | Neoclassicisme XIX, XXI              | Montcada i Reixac C. Colon, 3-5 - c. Montiu, 3-8                              | 41° 29′ 01″ N, 2° 11′ 17″ E / 41.48373°N,2.18796°E   | IPA-49590     | Can Casamada (Montcada i Reixac) · Vegeu més fotos d'aquest monument · Carregueu una nova foto d'aquest monument                                         |
| Vila Palacios, Torre Solà                            | BCIL 2019    | Neoclassicisme XIX                   | Montcada i Reixac C. Closes, 10                                               | 41° 29′ 09″ N, 2° 11′ 12″ E / 41.48591°N,2.18662°E   | IPA-49591     | Vila Palacios (Montcada i Reixac) · Vegeu més fotos d'aquest monument · Carregueu una nova foto d'aquest monument                                        |
| Can Fàbregas, Ca l'Escorxa-rosses                    | BCIL 2019    | Noucentisme XX                       | Montcada i Reixac C. Quarters, 8                                              | 41° 29′ 09″ N, 2° 10′ 57″ E / 41.48575°N,2.18255°E   | IPA-49592     | Can Fàbregas (Montcada i Reixac) · Vegeu més fotos d'aquest monument · Carregueu una nova foto d'aquest monument                                         |